# Sierra Colorada
Sierra Colorada ist die Hauptstadt des Departamento Nueve de Julio in der Provinz Río Negro im südlichen Argentinien. Sie befindet sich an der Ruta Nacional 23 bei Kilometer 224 und liegt 450 km von der Provinzhauptstadt Viedma entfernt.

## Geschichte
Der Name des Ortes wurde von den roten Bergen abgeleitet, die ihn umgeben. 
Die Gründung des Ortes wird am 7. Dezember gefeiert, weil an diesem Tag im Jahre 1911 die Eisenbahnlinie nach San Carlos de Bariloche die Siedlung erreichte. Im Jahre 1939 wurde durch Beschluss der Nationalregierung der Ort Sierra Colorada geschaffen, der sich mit der Zeit von einer Comisión de Fomento über eine Landgemeinde (Municipalidad Rural) zur heutigen Gemeinde (Municipalidad) entwickelte.
Ein hoher Anteil der Bevölkerung sind Nachfahren der Mapuche, der ursprünglichen Bevölkerung dieser Zone.

## Feste
- Santa Teresita (3. Oktober), Patronatsfest.